# ديفيد لاجيررانتز
ديفيد لاجيرانتز (من مواليد 4 سبتمبر 1962) صحفي ومؤلف سويدي وعضو في مجلس إدارة القلم السويدي، أُشتهر لكونه مؤلف «أنا زلاتان إبراهيموفيتش» (وهي السيرة الذاتية للاعب كرة القدم زلاتان إبراهيموفيتش) ومؤلف رواية «الفتاة في شبكة العنكبوت» ورواية «الفتاة التي تأخذ عينا مقابل عين»، وهما الجزء الرابع والخامس من سلسة روايات الألفية التي كتبها أولا ستيج لارسون.

## حياته
نشأ لاجيررانتز في سولنا، ستوكهولم. درس الفلسفة والدين في الجامعة وتخرج بعد ذلك من مدرسة جوتنبرج للصحافة. بدأ حياته المهنية كمراسل في صحيفة "Sundsvalls Tidning" المحلية كمراسل للجرائم، كما عمل في الصحيفة اليومية الوطنية "Expressen"، حيث قام بتغطية صحفية لقضايا جنائية كبرى في أواخر الثمانينيات وأوائل التسعينيات في السويد ، ولا سيما جرائم القتل التي قام بها نيكيتا بيرغنستروم (وهو قاتل فنلندي أدين بارتكاب جريمة قتل لثلاثة أفراد من عائلة واحدة) التي أصبحت فيما بعد عنوان لكتابه «ملائكة أمسيلي».
لاجيررانتز هو نجل الباحث الأدبي والدعاية أولوف لاجيررانتز ومارتينا روين (ابنة هانز روين) وشقيق الممثلة والدبلوماسية ماريكا لاغركرانتز. وهو متزوج من المديرة الإعلامية آن لاجيررانتز ولديهما ثلاثة أطفال.